# Buenos Aires (Lares, Porto Rico)
Buenos Aires è un quartiere di Lares, nell'isola di Porto Rico. La sua popolazione nel 2010 ammontava a 2 291 abitanti.

## Storia
Porto Rico fu ceduta dalla Spagna a seguito della Guerra ispano-americana con il Trattato di Parigi del 1898 e divenne un'area insulare degli Stati Uniti d'America come Territorio non incorporato. Nel 1899, il Dipartimento della guerra degli Stati Uniti d'America condusse un censimento di Porto Rico dal quale emerse che la popolazione del quartiere di Buenos Aires era di 1 449 abitanti.

## Settori
Barrios (che si possono grosso modo paragonare a divisioni civili minori) e subbarrios, sono a loro volta ulteriormente suddivisi in minori aree/unità chiamate sectores (settori in lingua italiana). I tipi di sectores possono variare, da normalmente sector a urbanización, a reparto, a barriada, a residencial, tra gli altri.
I seguenti settori sono, anche solo parzialmente, nel barrio di Buenos Aires:
- Carretera Acueducto,
- Finca Magraner,
- Hacienda Delgado,
- La Pepa,
- Sector Alto Grande,
- Sector Jobos Mario,
- Sector Jobos,
- Sector La América,
- Sector La Gloria,
- Sector La Matilde,
- Sector Matías,
- Sector Miján,
- Sector Morell,
- Sector Palmasola,
- Sector Tostero,
- Tratto Carretera 128 e Carretera 129.